# Spiraal (wiskunde)
Een spiraal is een kromme die rond een bepaald punt draait en steeds dichter dit punt nadert of zich er steeds verder van verwijdert. 
Een spiraal kan eenvoudig getekend worden door een spijker in de ondergrond te steken en met een touw aan een potlood te verbinden. Als het potlood de ondergrond raakt en het vervolgens naar links of naar rechts wordt bewogen (met gespannen touw), dan verschijnt een spiraalvormige streep op de ondergrond, doordat het touw om de spijker wordt gewonden en daardoor steeds korter wordt.

## Tweedimensionale spiralen
Met poolcoördinaten is een spiraal te beschrijven door {\displaystyle r(\theta )}, de straal {\displaystyle r} als functie van de hoek {\displaystyle \theta } tussen die straal en een vaste rechte lijn, te tekenen. Een cirkel is dan een bijzonder geval van een spiraal met constante straal.
Enkele voorbeelde zijn:
- archimedes-spiraal: {\displaystyle r=a+b\theta }
- hyperbolische spiraal: {\displaystyle r={\tfrac {a}{\theta }}}
- logaritmische of equiangulaire spiraal: {\displaystyle r=a\cdot b^{\theta }}, in de natuur komen benaderingen hiervan voor
- lituus: {\displaystyle r={\tfrac {1}{\sqrt {\theta }}}}
- clothoïde of spiraal van Cornu
- spiraal van Theodorus

archimedes-spiraal
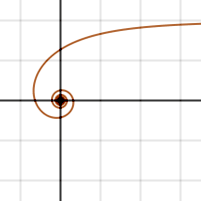
hyperbolische spiraal
logaritmische spiraal
lituus

## Driedimensionale spiralen

Helix in opbouw

Net als in het tweedimensionale geval is {\displaystyle r}, nu de afstand tot een vaste as, een functie van {\displaystyle \theta }. 
Bij driedimensionale spiralen is de derde variabele {\displaystyle h}, de hoogte — doorgaans de {\displaystyle z}-coördinaat, ook een functie van {\displaystyle \theta }. 
De helix en vortex zijn speciale gevallen van driedimensionale spiralen.